# Kenneth Egan
Kenneth Egan –conocido como Kenny Egan– (Clondalkin, 7 de enero de 1982) es un deportista irlandés que compitió en boxeo.
Participó en los Juegos Olímpicos de Pekín 2008, obteniendo una medalla de plata en el peso semipesado. Ganó dos medallas de bronce en el Campeonato Europeo de Boxeo Aficionado, en los años 2006 y 2010.

## Palmarés internacional
| Juegos Olímpicos   | Juegos Olímpicos   | Juegos Olímpicos  | Juegos Olímpicos |
| Año                | Lugar              | Medalla           | Categoría        |
| ------------------ | ------------------ | ----------------- | ---------------- |
| 2008               | Pekín (China)      | Medalla de plata  | 81 kg            |
| Campeonato Europeo |                    |                   |                  |
| Año                | Lugar              | Medalla           | Categoría        |
| 2006               | Plovdiv (Bulgaria) | Medalla de bronce | 81 kg            |
| 2010               | Moscú (Rusia)      | Medalla de bronce | 81 kg            |